# Saratožský průliv
Saratožský průliv (angl. Saratoga Passage) je částí Pugetova zálivu a odděluje od sebe Whidbeyho a Caamañův ostrov. Její celková délka je 29 kilometrů a propojuje záliv Possession a Skagitský záliv. Na jihu dosahuje hloubky až 183 metrů, na severu pouze 27. Langley je jediné město na březích průlivu.
Většina pobřeží jsou vysoké břehy porostlé lesy, často mají písčitý či jílový podklad. Pláže bývají písčité nebo štěrkové s dobrým odlivem.
V průlivu funguje námořní doprava, především rekreační a rybářské lodě. Občas se zde objeví remorkéry, které směřují ke Klamnému průlivu nebo Swinomišskému kanálu. Vysokorychlostní trajekty, které plují mezi Seattlem a Victorií nebo Friday Harborem využívají Saratožský a Klamný průliv jako alternativní cestu k úžině Juana de Fucy za nepříznivého počasí. Oblast je celkově považována za rekreační.
Průliv oplývá vysokou populací krabů, škeblí a platýsů. Dříve zdejší vody obývalo také mnoho lososů, korušek amerických a sleďů tichomořských. Většina rybaření na Whidbeyho ostrově se ale odehrává na západním pobřeží nebo na březích zálivu Possession a Klamného průlivu.
Saratožský záliv byl pojmenován Charlesem Wilkesem při jeho expedici mezi lety 1838 a 1842 po lodi USS Saratoga, která sloužila v Britsko-americké válce. George Vancouver ho dříve pojmenoval Port Gardner po námořníkovi Alanu Gardnerovi. Jméno nyní nese Gardnerova zátoka na břehu města Everett.